# Лигилья Уругвая 2004/2005
Сезон футбольной Лигильи Пре-Либертадорес Уругвая 2004/2005 года. В розыгрыше участвовали клубы Примеры 2004 года: на предварительном этапе — занявшие 9-10-е места в турнире окончания (anual) и 1-2-е места в турнире реклассификации (reclasificatorio), затем 2 лучшие команды этапа проводили матчи плей-офф с шестью клубами из турнира окончания, кроме чемпиона и вице-чемпиона страны. Победитель лигильи квалифицировался в Кубок Либертадорес 2005, вице-чемпион — в Южноамериканский кубок 2005.

## Предварительный этап
| № | Клуб             | И | В | Н | П | Заб | Проп | Очки |
| 1 | Такуарембо       | 3 | 2 | 1 | 0 | 2   | 0    | 7    |
| 2 | Феникс           | 3 | 2 | 0 | 1 | 5   | 1    | 6    |
| 3 | Мирамар Мисьонес | 3 | 0 | 2 | 1 | 1   | 3    | 2    |
| 4 | Пласа            | 3 | 0 | 1 | 2 | 1   | 5    | 1    |

## Матчи предварительного этапа

### Тур 1
11 декабря

Мирамар 0-0 Такуарембо
Феникс 3-0 Пласа

### Тур 2
14 декабря

Пласа 1-1 Мирамар
Такуарембо 1-0 Феникс

### Тур 3
17 декабря

Пласа 0-1 Такуарембо
Мирамар 0-2 Феникс

## Четвертьфиналы

### Первые матчи
3 января

Феникс 2-2 Дефенсор
Такуарембо 0-2 Пеньяроль
Серрито 2-1 Ливерпуль
Уондерерс 0-1 Рентистас

### Вторые матчи
6 января

Дефенсор 1-0 Феникс
Пеньяроль 1-1 Такуарембо
Ливерпуль 2-1 д.в. (3-4 п) Серрито
Рентистас 1-1 Уондерерс

## Полуфиналы

### Первые матчи
9 января

Рентистас 0-1 Дефенсор
Cerrito 2-2 Пеньяроль

### Вторые матчи
12 января

Дефенсор 4-1 Рентистас
Пеньяроль 1-0 Серрито

## Финал

### Первый матч
16 января

Пеньяроль 2-1 Дефенсор

### Второй матч
19 января

Дефенсор 2-2 Пеньяроль